# ペンギン・ランダムハウス
ペンギン・ランダムハウス（Penguin Random House）は、アメリカ合衆国に本社を置く、世界最大の出版社である。

## 概要
電子書籍の台頭に伴うビジネスの変化に対応するため、2013年7月1日に、イギリスのピアソン傘下にあるペンギン・グループと、ドイツ・ベルテルスマン傘下のランダムハウスの合併により設立された。合併後もそれぞれが独立した編集体制を持ち、アメリカをはじめ、ヨーロッパ・南アメリカ・南アフリカ・中国などに拠点を置く。

## 沿革
- 2012年10月29日 - それぞれの親会社であるピアソンとベルテルスマンが、両者の合併で合意[1]。
- 2013年2月14日 - アメリカ司法省が合併を承認[2]。
- 2013年4月5日 - 欧州委員会が合併を承認[3]。
- 2013年7月1日 - 合併完了。
- 2020年11月25日 - アメリカの大手出版社サイモン&シュスターが、ペンギン・ランダムハウスに21億7500万ドルで売却されることが報道された[4]。ペンギン・ランダムハウスがアメリカのメディア企業バイアコムCBS傘下の大手出版社サイモン&シュスター社の買収を発表。
- 2022年10月31日 - ペンギン・ランダムハウスによるアメリカのメディア企業パラマウント・グローバル傘下の大手出版社サイモン&シュスター社の買収は、米国連邦裁判官フローレンス・Y・パン（英語版）によって阻止された[5][6][7][8]。